# Muhammad Kamaruzzaman
Muhammad Kamaruzzaman (Sherpur, Bangladés; 4 de julio de 1952-Daca, Bangladés; 11 de abril de 2015) fue un político y periodista de Bangladés que se desempeñó como secretario general adjunto principal del partido político de Bangladés Jamaat-e-Islami. Fue condenado a muerte por crímenes de guerra durante la guerra de liberación de Bangladés de 1971. Posteriormente él fue ahorcado por ello en la Cárcel Central de Daca el 11 de abril de 2015 a las 22:01.

## Biografía

### Primeros años
Kamaruzzaman nació en Sherpur el 4 de julio de 1952 en Bangladés (entonces Pakistán del Este). Su padre fue Moulavi Insan Ali Sarker, un hombre de negocios. Se involucró con Islami Chhatra Sangha (ICS), el entonces ala estudiantil de Jamaat. Aprobó el examen de Certificado de Escuela Secundaria del Instituto GKM en Sherpur en 1967. Pronto se convirtió en secretario general de una unidad dormitorio del ICS en Jamalpur Ashek Mahmud College y luego en presidente de la más grande organización Unidad Mymensingh (Mymensingh, Jamalpur y Sherpur) en 1971. 
Obtuvo su licenciatura en 1974 y una maestría en periodismo de la Universidad de Daca en 1976,

### Guerra de liberación de Bangladés
Durante la guerra, en la que Jamaat se puso del lado de Pakistán, él se convirtió en el principal organizador de Al-Badr, una fuerza auxiliar del ejército de Pakistán, que se formó después de que el ejército de Pakistán entrara en Jamalpur el 22 de abril de 1971.
Toda la unidad del distrito de Mymensingh del ICS se unió a Al-Badr en un mes bajo el liderazgo de Kamaruzzaman y, después de recibir un breve entrenamiento, los miembros de Al-Badr comenzaron, además de actuar como fuerza auxiliar contra Mukti Bahini, las tropas independentistas, cometer como un escuadrón de la muerte toda una serie de atrocidades contra los hindúes, simpatizantes de los independentistas, y bangladesíes desarmados, en la gran región de Mymensingh.

### Posguerra
Después de la independencia, Muhammad Kamaruzzaman fue arrestado el 29 de diciembre de 1971 en Daca por haber colaborado con el ejército de Pakistán en sus atrocidades durante la Guerra de Liberación y estuvo en prisión durante nueve meses, pero no fue juzgado y posteriormente liberado.  
Después de que el ala estudiantil de Jamaat, ICS, resurgiera con un nuevo nombre, Islami Chhatra Shibir, en 1977, Kamaruzzaman se convirtió en su presidente en el segundo comité ejecutivo. Se unió a la unidad de la ciudad de Daca de Jamaat en octubre de 1979 y se desempeñó como secretario adjunto de la unidad en 1981-82. Fue secretario de publicidad de la Central de Jamaat de 1983 a 1991 y desde 1992 se desempeñó como subsecretario general del partido. Logró establecerse como un líder central del partido y también participó en las elecciones parlamentarias de 1986, 1991, 1996, 2001 y 2008, aunque nunca ganó en ellas. 
Mientrastanto, como periodista, se unió al Dhaka Digest mensual como editor ejecutivo en 1980. El año siguiente, se hizo cargo del semanario Sonar Bangla como su editor y permaneció en ese puesto incluso después de su arresto. Adicionalmente se incorporó al diario Sangram como editor ejecutivo en noviembre de 1983 y ocupó ese cargo hasta 1993.
Finalmente, en julio de 2010, fue detenido otra vez por haber cometido crímenes de guerra en la guerra de liberación de Bangladés después de su liberación al respecto cuatro décadas antes.

### Juicio y muerte
El 31 de enero de 2012 el Tribunal de Crímenes Internacionales-2 fue encargado de tratar su caso y el 4 de junio de 2012 sí empezó esta vez su juicio, en el que se le acusó de haber cometido siete crímenes de guerra.  Fue declarado culpable de cinco de esos cargos, entre ellos genocidio, y condenado por ello a muerte el 9 de mayo de 2013. Más tarde el Tribunal Superior confirmó la condena el 3 de noviembre de 2014. Posteriormente Kamaruzzaman presentó una petición de revisión de la sentencia que fue desestimada por el Tribunal Supremo el 6 de abril de 2015.
El 8 de abril de 2015 se le presentó a Kamaruzzaman el veredicto final. Finalmente, después de que no quisiese pedir perdón presidencial por lo que hizo según el veredicto, él fue ahorcado bajo altas medidas de seguridad el 11 de abril de 2015. También bajo fuertes medidas de seguridad, Kamaruzzaman fue luego enterrado al día siguiente en Sherpur según su deseo.

### Vida privada
Kamaruzzaman estuvo casada con Nurun Nahar y fue padre de cinco hijos y una hija.